# Lørenskog
Lørenskog é uma comuna da Noruega, com 70 km² de área e 30 496 habitantes (censo de 2004). 

## Residente notável
Marion Raven